# Sprattus fuegensis
Espèce
Sprattus fuegensis est une espèce de poissons de la famille des Clupeidae.